# Chroma Cnife
Chroma (auch bekannt unter Chroma Cnife) ist ein amerikanischer Küchenmesser-Hersteller und -Händler mit Sitz in Demorest (Habersham County).

## Überblick
Die Firma wurde 1989 vom Amerikaner Mike Meagher und dem Japaner Yasuaki Uehara gegründet und gehört zur Garwick Industries Ltd.
Zu ihren Produkten gehören Schleifsteine, Küchenscheren und weiteres Küchenzubehör. Chroma produziert u. a. die von F.A. Porsche entwickelten type 301 Küchenmesser. Bekannt sind auch Chromas Gewürzschneider ProCuTe („Professional Cutting Technology“), eine bei vielen Gewürzen einsetzbare Pfeffermühle.